# Coriano
Coriano é uma comuna italiana da região da Emília-Romanha, província de Rimini, com cerca de 9.326 habitantes. Estende-se por uma área de 46 km², tendo uma densidade populacional de 181 hab/km². Faz fronteira com Misano Adriatico, Monte Colombo, Montescudo, Riccione, Rimini, San Clemente.

## Demografia
| Variação demográfica do município entre 1861 e 2011                               |
|                                                                                   |
| Fonte: Istituto Nazionale di Statistica (ISTAT) - Elaboração gráfica da Wikipedia |